# Philibert du Sault
Philibert du Sault (né à Bordeaux le 25 mars 1598 et mort le 2 novembre 1638) est un ecclésiastique qui fut coadjuteur en 1618 puis évêque de Dax de 1623 à 1638.

## Biographie
Philibert du sault est le fils de Charles († 1607), seigneur de l'Espine et de Marguerite de Cruzeau fille d'un président du Parlement de Bordeaux où il nait. Il est le neveu de Jean-Jacques du Sault évêque de Dax. 
On ne connait rien de son éducation bien que le Saint-Siège accepte de considérer qu'il soit docteur In utroque jure. Sous-diacre à Dax il est pourvu d'un prieuré mineur du diocèse de Dax lors de sa nomination car il a été destiné à recevoir la succession de son oncle. 
Lorsque ce dernier le désigne comme coadjuteur le 23 juillet 1618 Il est nommé évêque titulaire d'Auzia. Il devient également doyen de Saint-Seurin de Bordeaux mais il n'est consacré par son oncle que le 14 mai 1623 avant de lui succéder sur le siège épiscopal le 25 du même mois. Il meurt en 1638.